# Louis Rosier
Louis Rosier (ur. 5 listopada 1905 w Chapdes-Beaufort, zm. 29 października 1956 w Neuilly-sur-Seine) – francuski kierowca Formuły 1. Zmarł w wyniku wypadku, któremu uległ na torze Montlhéry 7 października 1956.

## Wyniki w Formule 1
| Rok  | Zespół                        | Bolid               | Silnik         | 1      | 2      | 3      | 4      | 5      | 6      | 7      | 8      | 9      | Pozycja | Punkty |
| ---- | ----------------------------- | ------------------- | -------------- | ------ | ------ | ------ | ------ | ------ | ------ | ------ | ------ | ------ | ------- | ------ |
| 1950 | Ecurie Rosier                 | Talbot-Lago T26C    | Talbot-Lago R6 | GBR 5  | MON NU | 500    |        |        |        | ITA 4  |        |        | 4       | 13     |
| 1950 | Automobiles Talbot-Darracq SA | Talbot-Lago T26C-DA | Talbot-Lago R6 |        |        |        | SUI 3  | BEL 3  | FRA NU |        |        |        | 4       | 13     |
| 1950 | Charles Pozzi                 | Talbot-Lago T26C    | Talbot-Lago R6 |        |        |        |        |        | FRA 6* |        |        |        | 4       | 13     |
| 1951 | Ecurie Rosier                 | Talbot-Lago T26C-DA | Talbot-Lago R6 | SUI 9  | 500    | BEL 4  | FRA NU | GBR 10 | GER 8  | ITA 7  | ESP 7  |        | 13      | 3      |
| 1952 | Ecurie Rosier                 | Ferrari 500         | Ferrari R6     | SUI NU | 500    | BEL NU | FRA NU | GBR    | GER    | NED    | ITA 10 |        | –       | 0      |
| 1953 | Ecurie Rosier                 | Ferrari 500         | Ferrari R6     | ARG    | 500    | NED 7  | BEL 8  | FRA 8  | GBR 10 | GER 10 | SUI NU | ITA 16 | –       | 0      |
| 1954 | Ecurie Rosier                 | Ferrari 500/625     | Ferrari R6     | ARG NU | 500    | BEL    | FRA NU | GBR NU | GER 8  | SUI    |        |        | –       | 0      |
| 1954 | Officine Alfieri Maserati     | Maserati 250F       | Maserati R6    |        |        |        |        |        |        |        | ITA 8  |        | –       | 0      |
| 1954 | Ecurie Rosier                 | Maserati 250F       | Maserati R6    |        |        |        |        |        |        |        |        | ESP 7  | –       | 0      |
| 1955 | Ecurie Rosier                 | Maserati 250F       | Maserati R6    | ARG    | MON NU | 500    | BEL 9  | NED 9  | GBR    | ITA    |        |        | –       | 0      |
| 1956 | Ecurie Rosier                 | Maserati 250F       | Maserati R6    | ARG    | MON NU | 500    | BEL 8  | FRA 6  | GBR NU | GER 5  | ITA    |        | 19      | 2      |

* – bolid współdzielono wraz z Charlesem Pozziem